# Condado de Saline (Illinois)
O Condado de Saline é um dos 102 condados do Estado americano de Illinois. A sede do condado é Harrisburg, e sua maior cidade é Harrisburg. O condado possui uma área de 1 002 km² (dos quais 10 km² estão cobertos por água), uma população de 26 733 habitantes, e uma densidade populacional de 27 hab/km² (segundo o censo nacional de 2000). O condado foi fundado em 25 de fevereiro de 1847.